# Безбожник (Чувашия)
Безбо́жник (чув. Безбожник) — опустевший посёлок Алатырского района Чувашской Республики. Относится к Иваньково-Ленинскому сельскому поселению.

## География
Посёлок расположен в 18 километрах к юго-востоку от районного центра Алатыря и в 5 км к северо-востоку от центра поселения. Ближайшая железнодорожная станция — Алатырь. Посёлок находится на правом берегу реки Кувалда.

## История
Посёлок был организован 7 апреля 1925 года при создании трудовой земледельческой артели «Безбожник». Первоначальное население — переселенцы из села Иваньково-Дурасово (ныне Иваньково-Ленино), русские. Основное занятие — сельское хозяйство. С 1930 года входит в колхоз «Красный луч» села Иваньково-Дурасово. С начала 2000-х годов посёлок опустел.

### Административная принадлежность
До 1927 года посёлок относился к Алатырской волости Алатырского уезда, позже — к разным сельсоветам Алатырского района, с 1935 года — к Иваньково-Ленинскому сельсовету.

## Население
| 2010 | 2012 |
| ---- | ---- |
| 0    | →0   |

Число дворов и жителей:
- 1926 — 9 дворов, 27 мужчин, 21 женщина.
- 1939 — 16 дворов, 44 мужчины, 39 женщин.
- 1979 — 5 мужчин, 5 женщин.
- 2002 — 1 двор, 2 человека: 1 мужчина, 1 женщина; русские[5].
- 2010 — постоянных жителей нет[2].

## Современное состояние
Фактически в настоящее время посёлок полностью прекратил существование, ни одного дома не сохранилось. Начиная с редакции 2011 года, посёлок Безбожник в уставе сельского поселения не значится.